# Donald Edward Osterbrock
Donald Edward Osterbrock, ameriški astronom, * 13. julij 1924, Cincinnati, Ohio, ZDA, † 11. januar 2007, Santa Cruz, Kalifornija, ZDA.
Osterbrock je najbolj znan po svojem delo o nastanku zvezd in zgodovini astronomije.
Diplomiral je na Univerzi v Chicagu. Doktoriral je leta 1952 na Univerzi v Chicagu pod Chandrasekharjevim mentorstvom.
Po njem so poimenovali asteroid notranjega dela glavnega asteroidnega pasu 6107 Osterbrock.